# Sean McNamara (regista)
Sean Patrick Michael McNamara (Burbank, 9 maggio 1962) è un regista, attore, sceneggiatore, produttore televisivo e cinematografico statunitense, molto attivo in produzioni cinematografiche e televisive con target preadolescenziale.

## Biografia
Nato a Burbank, ultimo di sei figli di una famiglia di origini irlandesi, si è formato alla Loyola Marymount University e alla Santa Clara University. 
Nel 1997 ha fondato insieme a David Brookwell la casa di produzione Brookwell McNamara Entertainment. Ha collaborato a più riprese con MTV, TeenNick, Nickelodeon, Disney Channel e Cartoon Network.

## Vita privata
Risiede a Playa Del Rey con la moglie Christina e i tre figli.

## Filmografia

### Regista

#### Cinema
- Casper - Un fantasmagorico inizio (Casper) (1997)
- Lo stile del dragone (3 Ninjas: High Noon at Mega Mountain) (1998)
- P.U.N.K.S. (1999)
- Tre canaglie e un galeotto (Treehouse Hostage) (1999)
- Nata per vincere (Raise your voice) (2004)
- Bratz (2007)
- Soul Surfer (2011)
- Robosapien: Rebooted (2013)
- Field of Lost Shoes (2014)
- Spare Parts (2015)
- Orphan Horse (2018)
- Una stagione da ricordare (The Miracle Season) (2018)
- Cani & gatti 3 - Zampe unite (Cats & Dogs 3: Paws Unite!) (2020)
- The King's Daughter (2022)
- Dangerous Game: The Legacy Murders (2022)
- Sulle ali della speranza (On a Wing and a Prayer) (2023)
- Reagan (2024)

#### Televisione
- Il mondo segreto di Alex Mack (The Secret World of Alex Mack) – serie TV, 3 episodi (1994-1996)
- Casper e Wendy - Una magica amicizia (Casper meets Wendy) (1998) - film TV
- Even Stevens – serie TV, 7 episodi (2000-2002)[2]
- Il mio migliore amico (The Trial of Old Drum) – film TV (2000)
- Raven (That's So Raven) – serie TV, 13 episodi (2003-2005)[3]
- Una famiglia allo sbaraglio (The Even Stevens Movie) – film TV (2003)
- Just for Kicks - Pazze per il calcio (Just for Kicks) – serie TV, 4 episodi (2006)
- Dance Revolution – serie TV, 26 episodi (2006-2007)
- Cake – serie TV, 13 episodi (2006)
- Beyond the Break - Vite sull'onda (Beyond the Break) – serie TV, 6 episodi (2006-2007)
- Jimmy fuori di testa – serie TV, 5 episodi (2007-2008)
- Jonas L.A. – serie TV, 1 episodio (2009)
- Zeke e Luther (Zeke & Luther) – serie TV, 4 episodi (2009)
- Sonny tra le stelle (Sonny with a Chance) – serie TV, 1 episodio (2011)
- Zack & Cody - Il film (The Suit Life Movie) – film TV (2011)
- A tutto ritmo (Shake It Up) – serie TV, 1 episodio (2011)
- Kickin' It - A colpi di karate (Kickin' It) – serie TV, 5 episodi (2011-2012)
- Jessie – serie TV, 1 episodio (2012)
- A.N.T. Farm - Accademia Nuovi Talenti (A.N.T. Farm) – serie TV, 2 episodi (2012)
- Baby Geniuses television series (2013) - serie TV
- Baby Geniuses and the Treasures of Egypt (2014) - film TV
- Baby Geniuses and the Space Baby (2015) - film TV
- Natale a Evergreen: Un pizzico di magia (Christmas in Evergreen: Tidings of Joy) (2019) - film TV